# Hubert Guéniche
Hubert Guéniche, né le 1er février 1945 à Sousse (Tunisie), est un footballeur français évoluant au poste d'attaquant.

## Carrière
Guéniche joue dans les clubs de Clichy, Bataillon Joinville ainsi qu'au FC Annecy avant de rejoindre l'Union sportive du Mans. En 1967, Guéniche devient membre de l'effectif de l'Olympique de Marseille avec lequel il remporte la Coupe de France de football 1968-1969. Après cette finale, il poursuit sa carrière au Red Star durant trois saisons pour ensuite jouer au FC Bourges de 1972 à 1974 et au FC Rouen pour trois ans. Sa dernière saison s'effectue au club de Fossemagne, pour la saison 1975-1976.

## Palmarès
- Vainqueur de la Coupe de France de football 1968-1969 avec l'Olympique de Marseille.